# Śląsk Wrocław (basket-ball)
Cet article concerne la section basket-ball du club. Pour l'article sur le club omnisports, voir Śląsk Wrocław.
La section basket-ball du Śląsk Wrocław est un club polonais de basket-ball basé à Wrocław en Basse-Silésie (le nom Śląsk signifie Silésie en polonais). Il appartient depuis la saison 2019-2020 à la Polska Liga Koszykówki, soit le plus haut niveau du basket-ball polonais. Il est l'une des sections du club omnisports du Śląsk Wrocław, celle qui lui a amené le plus de titres.
Champion de Pologne à dix-huix reprises, il est le club le plus titré du pays et le plus médaillé (37), ainsi que celui qui a joué le plus de saisons en première division (57). Il détient également le record de victoires en Coupe de Pologne (14), loin devant ses premiers poursuivants (dix titres d'avance sur le trio Anwil Włocławek - Lech Poznań - Trefl Sopot).

## Anciens noms
- ASCO Śląsk Wrocław
- Bergson Śląsk Wrocław
- Era Śląsk Wrocław
- Deichmann Śląsk Wrocław
- Idea Śląsk Wrocław
- Zepter Idea Śląsk Wrocław
- Zepter Śląsk Wrocław
- PCS Śląsk Wrocław
- Śląsk ESKA Wrocław
- Śląsk Wrocław
- CWKS Wrocław

## Entraîneurs
- depuis 2021 :  Andrej Urlep
- 2021 :  Petar Mijović (en)
- 2019-2021 :  Oliver Vidin (pl)

## Effectif actuel (2021-2022)
| Poste       | N° | Joueur               | Pays                   | Taille | Age |
| ----------- | -- | -------------------- | ---------------------- | ------ | --- |
| Meneur      | 0  | Travis Trice         | Drapeau des États-Unis | 1,83 m | 28  |
| Arrière     | 2  | Łukasz Kolenda       | Drapeau de la Pologne  | 1,95 m | 22  |
| Arrière     | 3  | Jakub Karolak        | Drapeau de la Pologne  | 1,96 m | 28  |
| Ailier fort | 5  | Kerem Kanter         | Drapeau de la Turquie  | 2,05 m | 26  |
| Arrière     | 6  | Kodi Justice         | Drapeau des États-Unis | 1,96 m | 26  |
| Ailier fort | 10 | Jan Wójcik           | Drapeau de la Pologne  | 2,06 m | 22  |
| Pivot       | 11 | Aleksander Dziewa    | Drapeau de la Pologne  | 2,07 m | 24  |
| Pivot       | 12 | Cyril Langevine      | Drapeau des États-Unis | 2,03 m | 23  |
| Ailier      | 15 | Michał Gabiński      | Drapeau de la Pologne  | 2,01 m | 34  |
| Pivot       | 18 | Simon Tomczak        | Drapeau de la Pologne  | 2,02 m | 23  |
| Pivot       | 19 | Mārtiņš Meiers       | Drapeau de la Lettonie | 2,08 m | 30  |
| Ailier      | 21 | Maksymilian Zagórski | Drapeau de la Pologne  | 1,98 m | 22  |
| Ailier fort | 27 | Ivan Ramljak         | Drapeau de la Croatie  | 2,03 m | 31  |

Mise à jour au 20 décembre 2021

## Palmarès
- Champion de Pologne (17) : 1965, 1970, 1977, 1979, 1980, 1981, 1987, 1991, 1992, 1993, 1994, 1996, 1998, 1999, 2000, 2001, 2002 et 2022
- Vainqueur de la Coupe de Pologne (14) : 1957, 1959, 1971, 1972, 1973, 1977, 1980, 1989, 1990, 1992, 1997, 2004, 2005 et 2014
- Vainqueur de la Supercoupe de Pologne (2) : 1999 et 2000

## Maillots retirés
- 9 Maciej Zieliński : capitaine du Śląsk Wrocław et de l'équipe nationale polonaise, 8 fois champion de Pologne avec le club[1]